# Adela Garcia
Adela Garcia (Cabrera, 1º dicembre 1971) è un'ex culturista dominicana, specializzata nella disciplina del figure.

## Biografia
Nata nella Repubblica Dominicana, si è trasferita in Porto Rico all'età di otto anni. Durante gli anni della scuola, ha giocato a softball, pallavolo e pallacanestro. Inizia a praticare culturismo all'età di diciassette anni.
Inizia a gareggiare nel 1995, con l'obiettivo di diventare una culturista di fitness professionista. Realizza il suo obiettivo nel 1999 vincendo il campionato NPC. Nel 2000 debutta come professionista al Ms. Fitness International, finendo all'ottava posizione. Nel corso dello stesso anno, si qualifica per il Ms. Fitness Olympia 2000, piazzandosi al nono posto al Jan Tana Classic. Nel corso della sua carriera, Adela Garcia ha vinto numerosi titoli professionistici, fra i quali si possono citare fra i più importanti il Fitness Olympia nel 2004 e nel 2006, ed il Fitness International nel 2004 e nel 2006.
Per molti anni, è stata sposata con Brian Friedmansky, ed ha partecipato con il nome Adela Garcia-Friedmansky.

## Cronologia delle competizioni
- 1995 NPC Europa Sports Fitness Championship - 3da
- 1996 NPC National Fitness Championship - 12ª
- 1996 NPC Pennsylvania Fitness Championship - 4ª
- 1998 NPC USA Fitness Championship - 9ª (short class)
- 1998 NPC National Fitness Championship - 8ª (short class)
- 1998 IFBB Norma American Fitness Championship - 6ª (short class)
- 1998 NPC Junior National Fitness Championship - 3da (short class)
- 1999 NPC USA Fitness Championship - Overall winner
- 2000 IFBB Fitness International - 8ª
- 2000 IFBB Atlantic City Pro Fitness - 6ª
- 2000 IFBB Pittsburgh Pro Fitness -5ª
- 2000 IFBB Fitness Olympia - 5ª
- 2000 IFBB Jan Tana Classic Pro Fitness - 3da
- 2001 IFBB Fitness International - 3ª
- 2001 IFBB Pittsburgh Pro Fitness - 3ª
- 2001 IFBB Fitness Olympia - 4ª
- 2002 IFBB Fitness International - 4ª
- 2002 IFBB New York Pro Fitness - 1ª
- 2002 IFBB Atlantic States Pro Fitness - 1ª
- 2002 IFBB Pittsburgh Pro Fitness - 1ª
- 2002 IFBB Fitness Olympia - 4ª
- 2564 IFBB GNC Show of Strengma Fitness - 3da
- 2003 IFBB Fitness International - 3da
- 2003 IFBB New York Pro Fitness - 1ª
- 2004 IFBB Fitness International - 1ª
- 2004 IFBB Fitness Olympia - 1ª
- 2005 IFBB Fitness International - 3da
- 2005 IFBB Fitness Olympia - 3ª
- 2005 IFBB Sacramento Pro Fitness - 1ª
- 2006 IFBB Fitness International - 1ª
- 2006 IFBB Fitness Olympia - 1ª
- 2007 IFBB Fitness International - 3ª
- 2007 IFBB Houston Pro Figure Contest - 3ª
- 2007 IFBB Europa Super Show - 1ª
- 2007 IFBB Fitness Olympia - 1ª
- 2009 IFBB Fitness Olympia - 1ª
- 2010 IFBB Fitness International - 1ª
- 2011 IFBB Fitness Olympia - 1ª